# Balli Kombëtar

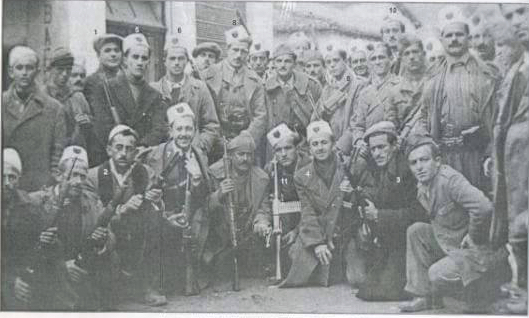
Un gruppo di miliziani del Balli Kombëtar fotografati a Debar

Il Balli Kombëtar ("Fronte Nazionale" in lingua albanese) fu un movimento di resistenza attivo in Albania durante il periodo della seconda guerra mondiale. Fondato nel novembre 1942, era di ispirazione repubblicana e nazionalista e si contrapponeva tanto ai partigiani comunisti del Lëvizja Nacional-Çlirimtare di Enver Hoxha quanto ai guerriglieri monarchici del Lëvizja Legalitetit di Abaz Kupi.
Dopo un effimero tentativo di alleanza con gli altri movimenti resistenziali albanesi, a seguito degli eventi dell'armistizio di Cassibile e dell'occupazione tedesca del Regno d'Albania scelse di collaborare con gli occupanti e il governo collaborazionista da loro insediato a Tirana, scontrandosi varie volte con i partigiani comunisti; con la ritirata delle forze tedesche dall'Albania nel dicembre 1944 il Balli Kombëtar andò incontro a un rapido scioglimento.

## Storia
Il Balli Kombëtar venne fondato nel novembre 1942 come alleanza di movimenti, uomini politici e resistenti anti-comunisti albanesi capitanati da Ali Këlcyra e Mid'hat Frashëri; lo stesso Frashëri fu nominato presidente del movimento durante il suo primo congresso generale a Berat nel 1943. Ostile all'occupazione italiana dell'Albania, la piattaforma politica ed economica del movimento era inizialmente di impronta socialista agraria, con istanze anche più radicali di quelle promosse dal Partito del Lavoro d'Albania di Enver Hoxha, oltre che repubblicana, opponendosi al ritorno in patria del re Zog I di Albania e al ripristino del Regno albanese; il movimento era anche fortemente nazionalista, e propugnava con forza l'idea di una "Albania etnica" comprendente anche regioni come il Kosovo, la Macedonia occidentale e il nord dell'Epiro.
Più forti nelle regioni meridionali dell'Albania che in quelle settentrionali, i "ballisti" crearono un pugno di deboli battaglioni con cui condurre attività di guerriglia contro gli occupanti italiani, ma la paura di rappresaglie contro i civili tendeva a limitare le loro azioni più aggressive. Lo Special Operations Executive britannico si adoperò molto perché le diverse fazioni della resistenza albanese si coalizzassero in un fronte comune, e con la conferenza di Mukje del 1º-3 agosto 1943 il Balli Kombëtar, i partigiani comunisti di Hoxha e i monarchici del Legaliteti di Abaz Kupi stabilirono una fragile alleanza; il patto ebbe vita breve: avversato dai comunisti jugoslavi che poco apprezzavano i richiami all'unificazione del Kosovo al resto dell'Albania, l'accordo naufragò nel giro di poco tempo quando gli altri movimenti vi videro un tentativo di estendere l'influenza dei comunisti di Hoxha su tutta l'Albania.
Con la resa dell'Italia seguente l'armistizio di Cassibile, l'Albania fu rapidamente occupata dai reparti della Wehrmacht; i tedeschi tollerarono l'istituzione di un governo autonomo albanese a Tirana che, benché formalmente neutrale, era di fatto assoggettato agli occupanti. Ormai in aperto conflitto con i comunisti, il Balli Kombëtar scelse di collaborare con i nuovi occupanti, ben apprezzando la decisione tedesca di confermare le annessioni di territorio fatte dall'Albania durante il periodo dell'occupazione italiana. Reparti di ballisti affiancarono i tedeschi nelle operazioni di rastrellamento e contro-guerriglia tanto in Albania quanto in Kosovo, Macedonia e Montenegro; per il controllo della capitale Tirana si affidarono ad un reggimento di gendarmeria, il Kosovo, costituito dai tedeschi a Kosovska Mitrovica a partire da albanesi kossovari: a seguito di una strage avvenuta il 4 aprile 1944 perpetrata dal gruppo su quaranta civili (in risposta alle azioni partigiane), il reggimento venne allontanato da Tirana ed aggregato in parte alla 21. Waffen-Gebirgs-Division der SS "Skanderbeg".
La ritirata dei reparti tedeschi dai Balcani nell'ottobre-novembre 1944 a seguito delle grandi avanzate dell'Armata Rossa sovietica sul fronte orientale portarono rapidamente al collasso del governo collaborazionista di Tirana e alla vittoriosa avanzata dei comunisti di Hoxha. Il Balli Kombëtar oppose ancora una qualche resistenza ma entro il dicembre 1944 si era ormai completamente sgretolato e i suoi leader fuggirono dal paese.